# Gertrud Aström
Gertrud Maria Åström (Bodträsk Kalix, 28 de juliol del 1954) és una professora sueca, directora executiva, empresària i experta en temes d'igualtat de gènere. Quan era investigadora en la Universitat d'Estocolm va encunyar el terme "jämtegrering", mainstreaming en anglés, traduït per transversalitat o polítiques transversals de gènere. També és creadora del mètode 3R -Representació, Recursos, Realitats-, tres etapes com a elements necessaris per a avançar cap a la igualtat de gènere en la societat. A hores d'ara dirigeix la seua pròpia empresa, Hela HUT AB.

## Trajectòria
Va ser presidenta del Lobby de Dones de Suècia del 2009 al 2015. Abans havia estat executiva en cap de l'editorial Ordfront.
El 2004 fou nomenada pel Govern de Suècia relatora especial de polítiques d'igualtat de gènere; proposà nous objectius nacionals i el permís de paternitat per als pares.
És professora de la Universitat de Sodertorn.

### Transversalització de gènere
La transversalització de gènere defensa que no n'hi ha prou amb polítiques d'igualtat marginals que no influeixen en el corrent principal de les polítiques públiques, sinó que cal canviar totes les polítiques incorporant-hi la perspectiva de gènere.
En cooperació amb l'Associació Sueca d'Autoritats Locals (ASAL) Gertrud Astrom desenvolupà un mètode, conegut com a "mètode 3R", inicialment amb l'objectiu d'analitzar àrees de la política municipal des de la perspectiva de gènere en els pressupostos públics.

### Mètode de les 3R
Consisteix en un mètode que desenvolupa un marc analític en diferents fases: cadascuna se centra en l'anàlisi de gènere d'una “R”: Representació, Recursos i Realitats. El mètode s'aplicà en el projecte JämKom sobre municipis i igualtat de gènere, dirigit per Gertrud Åström sota els auspicis de l'Associació Sueca d'Autoritats Locals a finals dels anys noranta.
1. Representació de dones i hòmens en les estructures organitzatives d'una determinada àrea de gestió de les polítiques públiques, incloent-hi en l'anàlisi les persones beneficiàries. Quina és la distribució de gènere en cada nivell de l'activitat i el procés de presa de decisions, és a dir, entre el personal, els responsables de la presa de decisions i els usuaris? (Quantitativa)[8]
2. Recursos: distribució per sexe del temps, els recursos econòmics i l'espai. (Quantitativa)
3. La tercera fase s'ocupa d'aspectes més qualitatius, agrupats sota el concepte “Realitats” i es refereix a les normes i valors de l'organització. L'objectiu n'és oferir una explicació de les desigualtats que es detecten en les dues fases anteriors: hi ha activitats o decisions que porten a perpetuar les desigualtats entre dones i hòmens? (Qualitativa).